# Mateusz Skrabalak
Mateusz Skrabalak (ur. 9 maja 1993) – polski hokeista.

## Kariera
- SMS I Sosnowiec (2009-2012)
- KH Sanok U20 (2012-2013)
- KH Sanok (2013)
- HC GKS Katowice (2014)
- UKH Dębica (2014)
- Ciarko PBS Bank KH Sanok / STS Sanok (2014-2016)

Wychowanek i zawodnik sanockiego klubu hokejowego. Absolwent NLO SMS PZHL Sosnowiec z 2012. Od sezonu 2012/2013 zawodnik seniorskiej drużyny KH Sanok. Podczas sezonu 2013/2014 w styczniu został wypożyczony w do HC GKS Katowice. Od 2014 ponownie zawodnik macierzystego klubu z Sanoka. Przedłużył kontrakt w 2015.
Był kadrowiczem reprezentacji Polski do lat 18. W barwach reprezentacji Polski do lat 20 uczestniczył w turniejach mistrzostw świata juniorów do lat 20 w 2012, 2013 (Dywizja IB), nie rozgrywając podczas nich spotkań.

## Sukcesy
Reprezentacyjne
- Awans do MŚ do lat 20 Dywizji I Grupy A: 2013

Klubowe
- Złoty medal mistrzostw Polski: 2014 z Ciarko PBS Bank KH Sanok
- Finał Pucharu Polski: 2014 z Ciarko PBS Bank KH Sanok